# Christian Friedrich Meurer

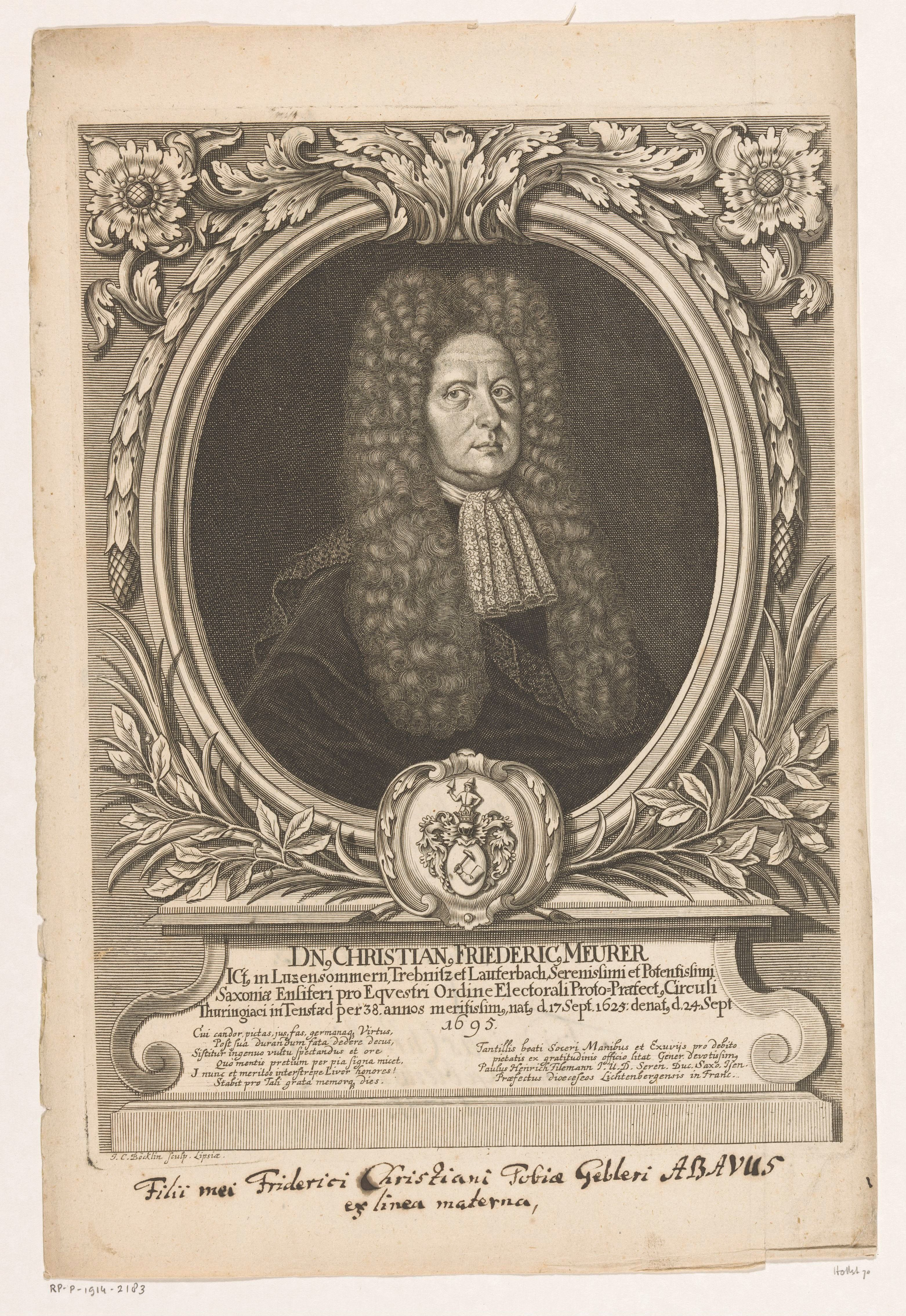
Christian Friedrich Meurer

Christian Friedrich Meurer (* 17. September 1625 in Planitz; † 24. September 1695 in Erfurt) war ein deutscher Jurist, kursächsischer Kreisamtmann in Tennstedt sowie Erb- und Gerichtsherr auf Lützensömmern, Trebnitz und Lauterbach.

## Leben und Wirken
Christian Friedrich Meurer wurde als Sohn des kursächsischen Amtsverwalters Andreas Meurer (* 1592, † 17. Juli 1646) am 17. September 1625 in Planitz geboren. Seine Mutter war Maria, die Tochter des Pfarrers Johann Faust zu Mühlberg. Der Großvater väterlicherseits war Andreas Meurer, Rechtsgelehrter und Bürgermeister zu Stollberg, die Großmutter war Sibylla, Tochter des ehemaligen Bürgermeisters Thomas Niedner zu Stollberg. Am 20. September 1625 wurde in der Kirche zu Planitz seine Taufe vollzogen. Zu den Taufpaten gehörten Christian Winckelmann, der kursächsische Oberaufseher der Flöße zu Niederauerbach, sowie Salomon Gerhardt, kursächsischer Amtsschösser zu Zwickau und die Ehefrau des Pfarrers Fugner zu Planitz.
Er erhielt frühzeitig seine Unterweisung und Bildung durch Privatunterricht und besuchte anschließend die Universitäten Wittenberg und Jena, wo er sich besonders dem Studium der Geschichte und der Rechte widmete und an öffentlichen Disputationen teilnahm. Nach erfolgreichem Abschluss beschloss er vorerst, auf die ihm angetragene Dissertation zur Erlangung eines Doktorgrades zu verzichten und stattdessen durch eine Grand Tour seine Bildung zu erweitern, seine Studien zu vervollkommnen und für seine weiteren Ziele, zur Erlangung einer höheren Qualität seiner politischen Konversation und Rhetorik, auf Reisen zu gehen. Er bereiste „sein Vaterland des Heil. Röm. Reichs Teutscher Nation samt der angrenzenden Ländern, Residenzen, Städten und Orthen Teutschlandes, auch das Königreich Böhmen und dessen Hauptstadt Prag, sowohl die Marggraffschafft Mähren, minder nicht die Keyserliche Residenz Wien, folgends gleichfals die Churfürstl. Bayerische prächtige Haupt- und Residenz-Stadt München und hierüber noch viele renommirte Haupt- und andere Städte, Schlösser, Vestungen, Academien und anderes (...) Auch unter andern Anno 1653 zu Regensburg die prächtige Krönung Ih. Maj. Hn. FERDINANDI IV. zum Röm. Könige mit angesehen“( S. 43).
Er setzte seine Bildungsreise über Niederdeutschland in die Königreiche Dänemark und Schweden fort, wobei er die Besonderheiten und Gegebenheiten in den königlichen Residenzen studierte, in den vornehmen Städten Kopenhagen und Stockholm, aber auch anderen Städten und Orten, er besuchte die berühmte Universität Uppsala und hielt sich auch einige Zeit auf der Fürstl. Holsteinischen Universität Kiel zu Studien auf. Zur weiteren Vervollkommnung seiner Persönlichkeit pflegte er auch viele Kontakte zu vornehmen, hochgestellten Aristokraten und  Beamten. Der bei der Königl. Majest. zu Dänemark hochbestallte Obrist Kai Bertram Graf von Brockdorff (1619–1689), aus dem Holsteinischen Uradelsgeschlecht derer von Brockdorff im Fürstentum Holstein, vertraute Meurer seinen Sohn zur Erziehung an und erhob ihn zum Hofmeister.
Nach seiner Rückkehr wurde Meurer 1656 vom Herzog zu Sachsen, Jülich, Cleve und Bergk, des Heil. Röm. Reichs Erzmarschalle und Kurfürsten, Herrn Johann Georg I., als Amts-Schösser für das Amt Weißensee bestellt. Hier wurde er jedoch nicht länger als ein Jahr belassen, da ihn nach dem Tod des Herzogs dessen Nachfolger, Johann Georg II. (1613–1680), aufgrund seiner besonderen  Gelehrsamkeit und Geschicklichkeit und seiner guten Umgangsformen für das weit wichtigere Amt zum Ober- und nachfolgenden Kreis-Amtmann einsetzte. Dieser Kurfürst widmete sich besonders dem wirtschaftlichen Wiederaufbau Sachsens nach dem Dreißigjährigen Krieg und benötigte dafür tüchtige Beamte. Zu den Aufgaben Meurers gehörte die Verantwortung für die Administration des Thüringischen Landes mit seiner gesamten Schriftsässigen Ritterschaft und die Ganerbinate zu Treffurt und zu Tennstedt. Dieses vielseitige Amt mit seinen Funktionen, hochwichtigen Kommissionen und dadurch bedingten vielen Reisen führte er fast 37 Jahre mit Erfolg. Seinen Weitblick und sein diplomatisches Geschick setzte er zur vollen Zufriedenheit seiner Herren, der Kurfürsten zu Sachsen (nacheinander Johann Georg I. bis Johann Georg IV.), aber auch der Schriftsässigen Ritterschaft des Thüringischen Kreises, ein. Die verantwortungsvolle und zielgerichtete Tätigkeit zum Wohle Sachsens und des Thüringischen Kreises fand ihre besondere Auszeichnung, als der Herzog und Fürst August von Sachsen-Weißenfels (1614–1680) als Oberhaupt der Fruchtbringenden Gesellschaft seinen Kreisamtmann für würdig erachtete, ihn als Mitglied aufzunehmen. Meurer erhielt den Namen „Wohlerkandten, das Gewächse: Teutscher Diptam und das Wort: In der Treue, beigelegt“.
Gerühmt wurde auch seine hilfreiche und dienstfertige Art, die er nicht nur seiner Familie und den Anverwandten angedeihen ließ, sondern jedermann, der Rat, Beistand oder Hilfe bedurfte. Seine besondere Aufmerksamkeit galt armen Studenten, denen er mit Stipendien Unterstützungen gewährte.
Ab 1680 führte Meurer seine Amtsgeschäfte unter Herzog Johann Georg III. (1647–1691) durch, der in Sachsen ein Stehendes Heer einführte. 1692 entschloss er sich, das schwere Amt aus Altersgründen und wegen der sich stetig verschlechternden Gesundheit aufzugeben. Sein ältester Sohn Ernst Friedrich Meurer (1660–1722) hatte dem Vater bereits als „Vice-Amtmann“ zur Seite gestanden. Christian Friedrich Meurers Gesuch um Entlassung aus dem Amt wurde jedoch von Kurfürst Johann Georg IV. (1668–1694) nicht sofort gewährt. Johann Georg IV. hatte erst 1691 die Kurfürstenwürde nach dem Ableben Johann Georg III. erhalten, und es gab zu dieser Zeit auf der höchsten Ebene der Regierungsgeschäfte Konkurrenz- und wichtige Erb-Streitigkeiten, die bei dem Ganerbinat zu Treffurt zwischen den hohen Gan-Erbschaftsherren der Kurfürstentümer Mainz, Sachsen und Hessen aufgetreten waren. Deshalb konnte er auf die Erfahrungen, die Gründlichkeit und das Wissen seines Kreisamtmannes über viele Zusammenhänge in Thüringen und zu Tennstedt nicht verzichten und bedeutete ihm, dass er als Herrscher „gerne sehen wollen, daß Er wenigstens noch ein Jahr bey dem Amte verbleiben möchte, und Ihn, den Herrn Creyß-Amtmann, mittelst schriftlicher Resolution dessen gnädigst bescheiden lassen“. Nach Ablauf der Jahresfrist erhielt Christian Friedrich Meurer „von Ihro Churfürstl. Durchl. Gnädigste Erkäntlichkeit und Vergnügen über dessen Zeit aufgehabten Amtes bewiesene Treue und Dexterität sattsamlich wahrzunehmen“ seine Entlassung aus dem Amt.
Im Oktober 1693 verließ er Tennstedt, wo er 37 Jahre sein Amt geführt und mit seinen Angehörigen gelebt hatte und begab sich mit seiner Familie nach Erfurt. Am 21. August 1695 erlitt er zum wiederholten Male einen Schlag- und Stickfluss, worauf er am 24. September 1695 im Kreise seiner Familie verstarb. Er wurde 70 Jahre und 7 Tage alt und erlebte 11 Kinder und 18 Kindeskinder. Seine letzte Ruhestätte fand er auf eigenen Wunsch in der Kirche St. Gregorii zu Erfurt.

## Familie
Christian Friedrich Meurer war in erster Ehe mit Martha Elisabeth, geb. Hopffen (auch: Hopff), der Tochter seines Amtsvorgängers in Weißensee, des kursächsischen Amtsschössers Simon Hopffen, verheiratet. Die Ehe wurde am 9. Februar 1657 zu Weißensee geschlossen. Kurz nach der Geburt des ersten Kindes verstarben diese Tochter und auch seine Ehefrau im Jahr 1658, beide wurden in der Kirche zu Tennstedt beigesetzt. Am 8. November 1659 verheiratet er sich erneut, die Braut war Marie Justine, geb. Pfretzschner (* 22. September 1640, † 14. März 1696). Sie war die fünfte Tochter des kursächsischen Hof- und Justizrats Nicolao Pfretzschner († 1668), der Erb- und Gerichtsherr auf Troschenreuth, Oelsen, Schwandt, Oberschaar und Trebnitz war. Ihre Mutter war Sara Pfretzschner, geb. Rothe († 1658). Die Trauung wurde in Dresden vorgenommen. Aus dieser Ehe gingen zehn Kinder, fünf Söhne und fünf Töchter, hervor:
1. Ernst Friedrich (1660–1722), Doktor der Rechte, nach seinem Vater Kreisamtmann in Thüringen und zu Tennstedt. Ernst Friedrich Meurer heiratete in zweiter Ehe Anna Maria geb. Zeumer († 1749), die Schwester des Johann Christoph Zeumer (1685–1747), Stiftskanzler zu Naumburg und Zeitz. Die Tochter aus dieser Ehe, Christiana Friederika Meurer (1713–1774), heiratete den Kanzleidirektor zu Eisleben Johann Christoph Schmidt (1704–1781), der nach dem Tod des Cousins seiner Frau, des Hof- und Justizrates Johann Friedrich Zeumer (1717–1774), einer seiner 3 Universalerben wurde und das Rittergut Schönefeld sowie einen dritten Teil des Messingwerkes Niederauerbach erbte[4].
2. Christian Friedrich (1661–1682) hatte seine Studien an der Universität Wittenberg abgeschlossen und die Bildungsreise absolviert, verstarb zu Wittenberg.
3. Marie Sophie (* 2. August 1662), verstarb nach der Nottaufe.
4. Sara Elisabeth, heiratete zunächst Adam Friedrich Grunicke und dann den Juristen und Geheimen Rat Paul Heinrich von Tielemann (auch: Tilemann, 1656–1733), Doktor der Rechte und Hochfürstl. Sachsen-Eisenachischer Amtmann zu Ostheim.
5. Johanna Elisabeth († 1691), war verheiratet mit Wolfgang Georg Rabe (* 1655), freier Rechtsgelehrter und Churfürstl. Sächs. Amtmann zu Torgau, später zu Dresden. Sie verstarb im März 1691 im Kindbett als Mutter von vier unmündigen Kindern.
6. Martha Elisabeth (1668–1687), verstarb mit 19 Jahren an einem Fieber.
7. Gottlob Friedrich, Kandidat der Rechte.
8. Rahel Elisabeth (1670–1749), verheiratet mit Ludwig Heinrich Heydenreich (1660–1724), Doktor der Rechte und Syndicus der Kaiserl. Freien und des Heil. Röm. Reichs Stadt Mühlhausen.
9. Gottlieb Friedrich (1673–1675), an den Blattern verstorben.
10. Carl Friedrich, studierte die Rechtswissenschaft.

Außer dem Verlust von fünf Kindern musste die Familie Meurer auch den tragischen Todesfall des Bruders und Schwagers beklagen. Nicolaus Pfretzschner der Jüngere (1643–1666), der Bruder von Marie Justine Meurer und Erbsasse auf Troschenreut, ertrank am 17. Juli 1666 im Alter von 23 Jahren, als er als Student in Sedan/Frankreich seinen Kameraden Zacharias von Quetz aus den Fluten der Maas rettete. Sein Vater, der kursächsische Hof- und Justizrat zu Dresden Nicolaus Pfretzschner, überlebte den einzigen Sohn um zwei Jahre und verstarb 1668.